# Gian Waldvogel
Gian Waldvogel (* 1990; heimatberechtigt in Hemishofen) ist ein Schweizer Politiker (Grüne).

## Leben
Gian Waldvogel wuchs in Kriens auf. Er studierte Journalismus und Kommunikation an der Zürcher Hochschule für angewandte Wissenschaften ZHAW und war vor und nach dem Studium für verschiedene Nichtregierungsorganisationen in den Bereichen Umweltschutz und Entwicklungszusammenarbeit tätig. Nach einer zweijährigen Tätigkeit als Lokaljournalist für Zentralplus arbeitet er seit 2018 auf der Geschäftsstelle der Grünen Luzern, die er seit 2020 als Geschäftsleiter bis Ende August 2024 leitete. Seit 2020 ist Gian Waldvogel zudem als Selbstständigerwerbender in den Bereichen Kommunikation und Redaktion und seit September 2024 im Fundraising der Grünen Schweiu tätig. Er lebt in Horw.

## Politik
Gian Waldvogel trat mit 16 Jahren den Jungen Grünen bei. Er war Co-Präsident der Jungen Grünen und Vorstandsmitglied der Grünen Luzern.
Im Januar 2022 rückte Waldvogel für die zurückgetretene Gabriela Kurer in den Kantonsrat des Kantons Luzern nach. Er ist seit 2022 Mitglied der Staatspolitischen Kommission sowie der Spezialkommission Planungsbericht Standortfindung.
Gian Waldvogel ist Vorstandsmitglied der Selbsthilfe Luzern Obwalden Nidwalden LUON.